# Igreja de São Frutuoso
A Igreja de São Frutuoso (em galego: Igrexa de San Fructuoso), também conhecida como Igreja das Angústias de Baixo (Igrexa das Angustias de Abaixo), Igreja da Real Angústia ou San Fructuosa é um templo católico de estilo churrigueresco, desenhado por Lucas Ferro Caaveiro e construída entre 1754 e 1765. Situa-se no centro histórico de Santiago de Compostela, Galiza, Espanha, junto à esquina noroeste da Praça do Obradoiro, praticamente atrás do Paço de Raxoi.

## Descrição
De planta central, tem uma grande cúpula. A fachada foi concebida para ser contemplada desde a Praça do Obradoiro, situada num plano vários metros acima, pelo que a decoração se concentra na cornija superior, onde se vêm as imagens das quatro virtudes cardinais, ou seja, a Prudência, a Justiça, a Força e a Moderação. O campanário é adornado com volutas, pináculos e um nicho com a imagem da Virgem das Angústias.
No interior destaca-se a Pietà neoclássica de Antón Fernández o Velho, que preside o altar-mor.
A construção da igreja está relacionada com a trasladação das relíquias de São Frutuoso de Braga para Compostela, levada a cabo pelo bispo Gelmires no século XII. Essas relíquias estão atualmente na catedral de Santiago